# Шаррон (Приморская Шаранта)
Шарро́н (фр. Charron) — коммуна во Франции, находится в регионе Пуату — Шаранта. Департамент коммуны — Приморская Шаранта. Входит в состав кантона Маран. Округ коммуны — Ла-Рошель.
Код INSEE коммуны — 17091.

## Население
Население коммуны на 2010 год составляло 2337 человек.
| 1962 | 1968 | 1975 | 1982 | 1990 | 1999 | 2010 |
| ---- | ---- | ---- | ---- | ---- | ---- | ---- |
| 1307 | 1337 | 1444 | 1538 | 1512 | 1655 | 2337 |